# Contea di Anyi
La contea di Anyi (安义县S, Ānyì XiànP) è una contea della Cina, situata nella provincia di Jiangxi e amministrata dalla prefettura di Nanchang.